# Municipio de Lake (condado de Spink)
El municipio de Lake (en inglés: Lake Township) es un municipio ubicado en el condado de Spink en el estado estadounidense de Dakota del Sur. En el año 2010 tenía una población de 104 habitantes y una densidad poblacional de 1,13 personas por km².

## Geografía
El municipio de Lake se encuentra ubicado en las coordenadas 44°45′25″N 98°38′8″O / 44.75694, -98.63556. Según la Oficina del Censo de los Estados Unidos, el municipio tiene una superficie total de 92.32 km², de la cual 87,13 km² corresponden a tierra firme y (5,62 %) 5,19 km² es agua.

## Demografía
Según el censo de 2010, había 104 personas residiendo en el municipio de Lake. La densidad de población era de 1,13 hab./km². De los 104 habitantes, el municipio de Lake estaba compuesto por el 100 % blancos. Del total de la población el 0 % eran hispanos o latinos de cualquier raza.